# Noah and the Whale
Noah and the Whale (estilizado como Noah & the Whale) fue una banda británica originaria de Londres, Inglaterra. La banda fue formada el año 2006 y su música es una combinación de indie folk y bluegrass, entre otros. La banda está compuesta por Charlie Fink, Tom Hobden, Matt “Urby Whale” Owens, Michael Petulla y Fred Abbott. Lograron éxito gracias a sencillos como: "L.I.F.E.G.O.E.S.O.N." y "5 Years Time".

## Historia

### Primeros años y Peaceful, the world lays me down (2006-2008)
La banda se formó el año 2006 y el nombre surgió de un juego de palabras entre una de las películas favoritas de Charlie Fink, titulada The Squid and the Whale, y el director de la cinta, Noah Baumbach. Originalmente compuesta por: Charlie Fink (vocalista y guitarra), Tom Hobden (violín y piano), Matt Owens (bajo y armónica), Doug Fink (batería) y Laura Marling (segunda voz), en esa fecha pareja de Fink. 
La voz femenina en los comienzos se vio representada por distintas mujeres entre las cuales se cuentan Emmy the Great y Rebecca Taylor de Slow Club, sin embargo finalmente fue Laura Marling quien ocupó el puesto. 
Muy pronto la banda se abrió camino en la escena londinense y comenzó a grabar algunos sencillos. Su tema “5 years time” fue lanzado el 2007, y la recepción de la crítica fue favorable. Este tema pegadizo, que llega a usarse en un comercial de SunChips, es el que da los cimientos a la banda para grabar su primer álbum titulado “Peaceful, the world lays me down”. Este álbum fue lanzado el 11 de agosto de 2008 en Reino Unido y el 16 de septiembre en Estados Unidos. El álbum recibió buenas críticas y en su primer mes logró posicionarse en el número 5  de la lista oficial de discos de UK.
Tras lanzar su álbum debut, el 25 de diciembre de 2008 la banda lanzó un EP de edición limitada titulado “Noah and the Whale presents the A sides”, que contiene canciones inéditas  y versiones realizados por ellos. El dinero recaudado con este disco fue utilizado por Age Concern, una ONG encargada del cuidado de ancianos.   
Luego de su gran éxito con este primer álbum, la banda tuvo que lidiar con la partida de Laura Marling, quien decide seguir su carrera como solista tras recibir buenas críticas en su álbum debut “Alas, I cannot swim”. Poco tiempo después de la partida de Marling, la relación que ella mantenía con Charlie Fink también llegó a su fin.

### The first days of spring (2009)
Tras la ruptura de Fink y Marling, Noah and the Whale comenzó a trabajar en su segundo álbum, el cual se titula “The first days of spring”. 
Con la partida de Marling se genera un cambio en cuanto a las letras y música. En general, este álbum está marcado por la ausencia de voz femenina y una cierta melancolía que se ve representada a través de la narración que se nos presenta en las canciones. Esta narración presente dentro del álbum, trata la ruptura de una relación que en cierto modo se puede entender como la vivida por Fink y Marling. 
Junto a la producción del álbum, Fink comenzó a trabajar en una película que hace un recorrido por todas las canciones del álbum. Las grabaciones se realizaron en dos locaciones: Londres y Surrey, y fueron dirigidas por Fink. Como parte del elenco se contó con la presencia de la modelo Daisy Lowe y Patrick Hyde. La película fue dada a conocer en el Latitude festival y se incluyó dentro de la edición de lujo del álbum. 
Poco antes del lanzamiento del álbum, el baterista Doug Fink anunció su salida de la banda para dedicarse de lleno a su carrera de medicina. Como reemplazo temporal de Doug se unió a la banda Jack Hamson, baterista de Pull Tiger Tail, el cual luego fue remplazado por Michael Petulla. También pasó a formar parte de la agrupación Fred Abbott, para encargarse de la segunda guitarra y el teclado.
El álbum fue lanzado el 31 de agosto de 2009 en Reino Unido y el 6 de octubre en Estados Unidos, recibiendo críticas positivas en el Reino Unido. El primer sencillo de este álbum es “The first days of spring” y está disponible para descargar desde su página web. Mientras que el primer sencillo oficial es “Blue skies” y fue lanzado el 24 de agosto de 2009. 
En agosto del 2009 la banda se presentó en el escenario central de los Festivales de Reading y Leeds junto a otros artistas como Arctic Monkeys y Yeah Yeah Yeahs. Un mes después de su presentación en los festivales, fueron víctimas del robo de sus equipos luego de una presentación. En diciembre del mismo año los equipos fueron encontrados en un granero, el mismo dueño fue el que dio aviso a la policía.

### Last night on Earth (2010–Presente)
En enero del 2010 se anunció que la banda volvía a los estudios de grabación para producir lo que sería su tercer álbum. En un comienzo se pensó como nombre para el álbum “Old joy”, nombre que no se usó para el álbum, pero sí para una de las canciones. El álbum, titulado “Last night on Earth” fue lanzado el 7 de marzo de 2011 en Reino Unido.
A pesar del leve cambio musical que tiene el álbum, acercándose a algo más pop, llegó al número 8 en la lista oficial de discos de UK, presentando como primer sencillo “L.I.F.E.G.O.E.S.O.N”, el cual llegó al puesto número 14 en la lista de sencillos de Reino Unido luego de su lanzamiento el 23 de enero de 2011. 
El 23 de marzo de 2012, Fink declaró que planeaban escribir su nuevo álbum en los siguientes dos meses y con suerte poder lanzarlo a principios del próximo año. El miércoles 23 de mayo publicaron en su página de Facebook la fotografía de una casa junto a la frase: “Album four, stage two. Tres bien!”
Para los meses posteriores tienen planeadas una serie de presentaciones en distintos festivales a lo largo de toda Europa.

## Apariciones en televisión u otros medios
Algunas de sus canciones aparecen en series de televisión como Cougar Town y One tree hill, esta última usó el tema “Hold my Hand as I’m Lowered” para titular uno de sus episodios y también el tema “Blue skies”, el cual está presente en el tráiler de Los descendientes, así como, en la serie inglesa Skins, se puede escuchar la canción Waiting for my Chance to Come.
Otro de sus temas, "The First Days of Spring" es usada en un documental sobre el movimiento por los derechos homosexuales. Cabe remarcar que el presidente de Estados Unidos, Barack Obama, al momento de hacer pública su lista de reproducción de Spotify tenía el tema “Tonight’s The Kind of Night” en ella.
Digno de mencionar que Florencio De Diego lo considera su grupo favorito.

## Discografía
Álbumes de estudio
- Peaceful, the World Lays Me Down (2008)
- The First Days of Spring (2009)
- Last Night on Earth (2011)
- Heart of Nowhere (2013)

Extended play (EP)
- Noah and the Whale presents the A sides (2008)